# 威德馬克山麓冰川
66°17′S 65°30′W / 66.283°S 65.500°W

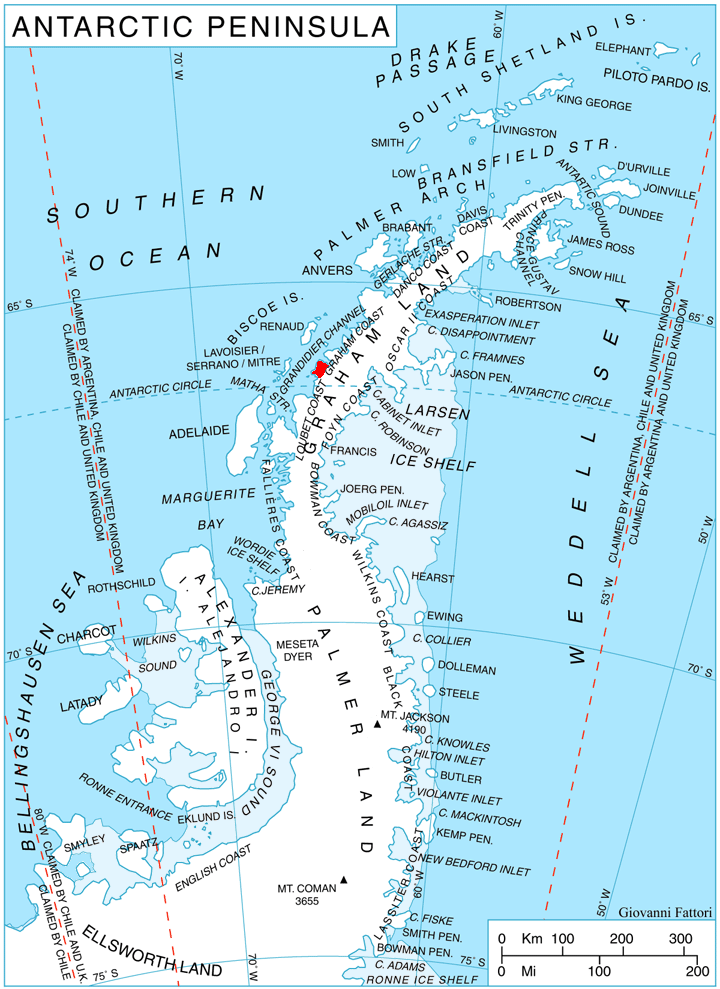

威德馬克山麓冰川（Widmark Ice Piedmont），是南極洲的冰川，位於葛拉漢地的盧貝海岸，處於霍特達爾灣和達貝爾灣之間的斯特雷舍半島，以瑞典的眼科醫生命名，現時由南極條約體系管理。